# Жидачів (гміна)
Гміна Жидачів — колишня (1934–1939 рр.) сільська ґміна Жидачівського повіту Станіславського вооєводства Польської республіки (1918–1939) рр. Центром ґміни було місто Жидачів.
1 серпня 1934 року в Жидачівському повіті Станіславівського воєводства було створено ґміну Жидачів з центром в м. Жидачів. В склад ґміни входили наступні сільські громади: Вільхівці, Дем'янка-Лісна, Дем'янка-Наддністрянська,  Іванівці, Гніздичів Рогізно, Пчани,  Межиріччя, Тейсарів, Туради, Воля Любомирська, Волиця-Гніздичівська, Заріччя .